# Bohemia Rugby Warriors
Actualités
Les Bohemia Rugby Warriors est une franchise tchèque créée en 2023 afin de réunir les meilleurs joueurs du pays et disputer la Rugby Europe Super Cup dans le but de les confronter aux meilleures équipes du continent et ainsi leur faire acquérir l'expérience du haut niveau. 

## Histoire
Les Bohemia Rugby Warriors est une équipe de sélection de la Fédération tchèque, qui s'est fixé pour objectif de créer un niveau de performance intermédiaire entre les équipes et clubs nationaux juniors et masculins. La base de l'équipe est constituée de joueurs de l'équipe nationale de moins de 23 ans, complétés par des joueurs plus âgés ayant un potentiel pour l'équipe nationale masculine. Le règlement de la compétition autorise l'utilisation de joueurs étrangers issus de la compétition nationale des clubs, qui pourront à l'avenir remplir les conditions pour débuter dans l'équipe nationale.

## Statistiques
- Rugby Europe Super Cup :
  - Saison 2023 :

## Liste des entraîneurs
- 2023 : Antonín Brabec